# Plongeon aux Jeux olympiques de 1904
Navigation
Londres 1908
Aux Jeux olympiques de 1904, deux compétitions de plongeon furent organisées. Dix plongeurs venus de deux pays se disputèrent les six médailles mises en jeu. Seuls les hommes disputèrent les deux épreuves. Celle du plongeon en longueur connaît son unique apparition au programme olympique.

## Tableau des médailles pour le plongeon
| Place | Nation     | Médaille d'or | Médaille d'argent | Médaille de bronze | Total |
| ----- | ---------- | ------------- | ----------------- | ------------------ | ----- |
| 1     | États-Unis | 2             | 1                 | 2                  | 5     |
| 2     | Allemagne  | 0             | 1                 | 0                  | 1     |

## Participants par nations
| - Allemagne (3) - États-Unis (7) |

## Résultats

### Plateforme
| Rang               | Pays       | Plongeur              | Points  |
| ------------------ | ---------- | --------------------- | ------- |
| Médaille d'or      | États-Unis | George Sheldon        | 12,66   |
| Médaille d'argent  | Allemagne  | Georg Hoffmann        | 11,66   |
| Médaille de bronze | États-Unis | Frank Kehoe           | 11,33   |
| 4                  | Allemagne  | Alfred Braunschweiger | 11,33   |
| 5                  | Allemagne  | Otto Hooff            | Inconnu |

### Plongeon en longueur
| Rang               | Pays       | Pongeur        | Distance (en m) |
| ------------------ | ---------- | -------------- | --------------- |
| Médaille d'or      | États-Unis | William Dickey | 19,05           |
| Médaille d'argent  | États-Unis | Edgar Adams    | 17,52           |
| Médaille de bronze | États-Unis | Leo Goodwin    | 17,37           |
| 4                  | États-Unis | Newman Samuels | 16,76           |
| 5                  | États-Unis | Charles Pyrah  | 14,02           |